# Понтедерия
Понтедерия (лат. Pontederia) — род однодольных цветковых растений семейства Понтедериевые (Pontederiaceae) порядка Коммелиноцветные (Commelinales).

## Название
Карл Линней в 1737 году назвал род Pontederia в честь итальянского ботаника Джулио Понтедеры.

## Ботаническое описание

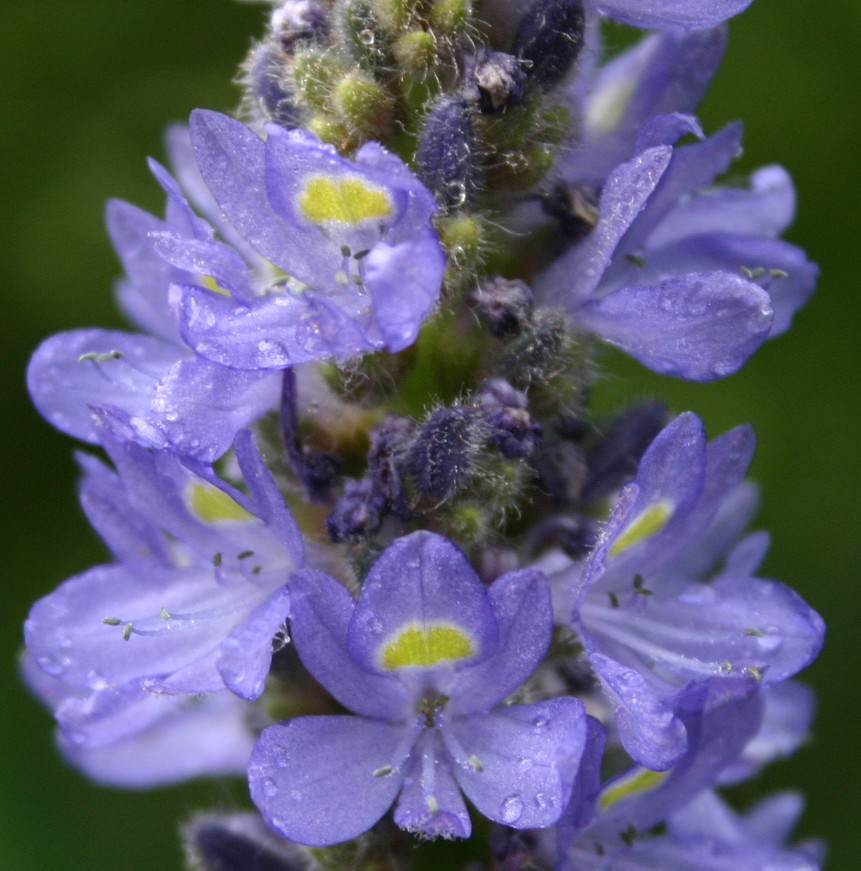
Цветки понтедерии сердцелистной

Представители рода — многолетние, реже однолетние травянистые водные растения с толстым, располагающимся почти горизонтально, стеблем. Листья на длинных черешках, без прилистников, продолговатой или сердцевидной формы. Цветки распускаются на 1 день, сиреневого, синего или белого цвета, собраны на концах цветоносов в колосовидные метёлки нередко по 50 или более. У каждого цветоноса имеется один большой лист с коротким черешком. Околоцветник трубчатый, с шестью долями. Тычинки сиреневые, неравные, прямые или изогнутые, в числе 6, с жёлтыми продолговатыми пыльниками. Пестик обычно одиночный, завязь с тремя семязачатками, из которых лишь один развивается. Плоды яйцевидные, с шиповатыми продольными рёбрами.

## Ареал
Виды понтедерии в дикой природе произрастают в Южной и Центральной Америке, лишь один вид заходит на север до южных провинций Канады.

## Таксономия
|  |                                      |  |                                                         |                                                         |                         |  | ещё 4 семейства (согласно Системе APG III) |             |                |           |
|  |                                      |  |                                                         |                                                         |                         |  |                                            |             |                | 5—6 видов |
|  |                                      |  |                                                         | порядок Коммелиноцветные                                |                         |  |                                            |             | род Понтедерия |           |
|  |                                      |  |                                                         | порядок Коммелиноцветные                                |                         |  |                                            |             | род Понтедерия |           |
|  | отдел Цветковые, или Покрытосеменные |  |                                                         |                                                         | семейство Понтедериевые |  |                                            |             |                |           |
|  | отдел Цветковые, или Покрытосеменные |  |                                                         |                                                         |                         |  |                                            |             |                |           |
|  |                                      |  | ещё 58 порядков цветковых растений (по Системе APG III) | ещё 58 порядков цветковых растений (по Системе APG III) |                         |  |                                            | ещё 8 родов | ещё 8 родов    |           |
|  |                                      |  |                                                         | ещё 58 порядков цветковых растений (по Системе APG III) |                         |  |                                            |             | ещё 8 родов    |           |

### Синонимы
- Michelia Adans., 1763, nom. illeg.
- Narukila Adans., 1763
- Reussia Endl., 1836, nom. cons.
- Unisema Raf., 1808

### Виды
По современным представлениям род включает 6 видов, хотя в литературе встречается более 50 видовых названий рода Pontederia.
Список видов
- Pontederia cordata L., 1753 — Понтедерия сердцелистная
- Pontederia parviflora Alexander, 1937
- Pontederia rotundifolia L.f., 1782
- Pontederia sagittata C.Presl, 1827
- Pontederia subovata (Seub.) Lowden, 1973
- Pontederia triflora (Endl. ex Seub.) G.Agostini, D.Velázquez & J.Velásquez, 1984